# Miaodao
Miaodao, död efter 1134, var en kinesisk buddhisnunna. 
Hon var dotter till ministern Huang Shang (1044-1130) och blev nunna vid 20 års ålder. Hon studerade Chan inom buddismen, först som elev hos Zhenxie Qinguao i Caodongskolan i Xuefeng, och från 1134 hos Dahui Zonggau. Efter detta blev hon själv en framträdande mästare och lärare inom Chanbuddhismen. Hon var abbdissa i ett flertal buddhistkloster och höll skola för kvinnor inom Chan-läran, särskilt i Jingzhu-klostret i Wenzhou. Chanbuddhismen under Songdynastin var den gren av buddhismen där kvinnor enligt uppgift spelade en mest framträdande offentlig roll i Kinas historia: samtida med Miaodao var hennes kollega Miaozong. 